# 미키 마사히로
미키 마사히로(三木正浩, 1955년 7월 26일 ~ )는 일본의 억만장자 사업가이자 일본 도쿄에 있는 ABC마트의 설립자이자 최대 주주이다. 미키는 재일 한국인이다.
1985년, 미키는 신발과 의류 회사인 고쿠사이 보에키 쇼지를 설립했다. 그 회사는 1990년에 ABC마트로 변경되었고, 2002년에 상장되었다. 미키는 2004년부터 2007년까지 회장으로 활동했다.
2018년 12월 기준, 미키는 34억 달러의 순자산을 보유하였다.